# اتحادیه سی ۹
اتحادیه سی ۹ (انگلیسی: C9 League) یک اتحادیه متشکل از ۹ دانشگاه در سرزمین اصلی چین است.
در مجموع دانشگاه‌های سی نه، فقط ۳ درصد از محققان کشور را در خود دارند اما ۱۰ درصد مخارج تحقیق ملی را دریافت می‌کنند.